# Colletes cognatus
Colletes cognatus là một loài Hymenoptera trong họ Colletidae. Loài này được Spinola mô tả khoa học năm 1851.